# 約束の地に咲く花
『約束の地に咲く花』（やくそくのちにさくはな）は、日本のサスペンス映画。2007年3月10日から3月23日まで渋谷シネ・ラ・セットで上映された。

## 概要
- 製作年：2007年
- 配給：MIRAI
- 上映時間：65分

## あらすじ
英喜との結婚を間近に控えた望だったが、現在は海外にいてマフィアになっていると噂されている昔の恋人・風間がいまだ忘れられない。同級生・栄子から風間の居場所を知らされる望。彼は、昏睡状態となっているかつての恋人・小夜を病院に訪ねていたのだった。その病室に飾られたたくさんの花を見て、望は20年前の子供のころに、小夜とその妹・咲子、風間とともに聞いた話を思い出した。"前世で別れた恋人同士が現世で結ばれれば花が咲き、その花を見た人は幸せになれる"。望と付き合う前は小夜と付き合っていた風間であったが、やがて、ヤクザ組織にさらわれた咲子を奪い返すべく組織に挑んでいく。そこには20年前に交わしたある約束があった。

## キャスト
- 風間亮：須賀貴匡
- 望：三津谷葉子
- 小夜：森下絵里
- 栄子：藤岡香里
- 英喜：木村延生
- 咲子：濱田陽子
- 御子（小夜の同級生）：吉井怜
- 幹夫（同上）：尾崎雄太
- 吉良（風間の上司）：中康次
- 北村（ヤクザ組織のボス）：山崎義広
- 大木（北村の部下）：鈴木一功
- 伊勢崎（花の話をした考古学者）：小野ヤスシ

## スタッフ
- 監督、脚本、撮影：遠藤一平
- 製作：西村克也、山多裕生
- エグゼクティブプロデューサー、製作：神品信市
- プロデューサー：伊藤充洋、百々立夫、上野順司
- 音楽：イノシス
- 主題曲：高安彩
- 助監督：杉詩織
- 製作：ミライ・アクターズ・プロモーション
- 制作協力：東京映画社

## DVD
- 『約束の地に咲く花 ディレクターズカット版』トワイライトファイルIIIシリーズ(ASIN B000RG1DKI) - 2007年8月、マジカルより発売。115分。